# El balcón abierto (álbum)
El balcón abierto es el nombre del decimocuarto álbum de estudio del cantante y actor español Patxi Andión. Fue publicado en 1986 por Epic Records Spain y CBS. El disco contiene el sencillo más recordado de Andión: «Si yo fuera mujer» 

## Lista de canciones[2]
Autor de todos los temas: Patxi Andión, excepto donde se indica: 

### Lado A
| N.º | Título                   | Escritor(es)                          | Duración |  |
| 1.  | «General (Generale)»     | F. de Gregory Adaptación de P. Andión | 4:38     |  |
| 2.  | «¡No!»                   |                                       | 3:30     |  |
| 3.  | «Maldita sea»            |                                       | 4:00     |  |
| 4.  | «Halcón»                 |                                       | 4:31     |  |
| 5.  | «La que guarda la noche» |                                       | 4:24     |  |

### Lado B
| N.º | Título                                   | Escritor(es)                        | Duración |  |
| 6.  | «Un pellizco en el silencio»             |                                     | 5:07     |  |
| 7.  | «Melancolía»                             |                                     | 6:07     |  |
| 8.  | «Si yo fuera mujer (Se fossi una donna)» | A. Mingardi Adaptación de P. Andión | 4:43     |  |
| 9.  | «Palabrita de niño»                      |                                     | 4:41     |  |

## Créditos
- Productor - Richard Spellman , Sean Lyons
- Bajo - Nigel Ross-Scott
- Batería - Richie Stevens
- Ingeniero - Tito Saavedra
- Asistente de ingeniero - Dominique Gibson
- Guitarra - Sean Lyons
- Teclados - Pickford Sykes
- Percusiones - Joao Bosco , Tito Duarte
- Saxofón - Jorge Pardo
- Voz y guitarra - Patxi Andión